# Adson Ferreira Soares
Adson Ferreira Soares, noto semplicemente come Adson (Araguapaz, 6 ottobre 2000), è un calciatore brasiliano, attaccante del Vasco da Gama.

## Caratteristiche tecniche
È un'ala destra.

## Carriera
Cresciuto nel settore giovanile del Corinthians, debutta in prima squadra il 7 marzo 2021 in occasione dell'incontro del Campionato Paulista vinto 2-1 contro il Ponte Preta.
Il 23 agosto 2023 viene acquistato a titolo definitivo dai francesi del Nantes per 6 milioni di euro.
Il 1º settembre successivo fa il proprio debutto con i canarini in Ligue 1 giocando titolare nel pareggio interno per 1-1 contro l'Olympique Marsiglia, valido per la 4ª giornata di campionato.
A causa del poco spazio trovato in Francia il 24 gennaio 2024 fa ritorno in patria, venendo acquistato a titolo definitivo dal Vasco da Gama.

## Statistiche

### Presenze e reti nei club
Statistiche aggiornate al 2 luglio 2025.
| Stagione             | Squadra              | Campionato           | Campionato | Campionato | Coppe nazionali | Coppe nazionali | Coppe nazionali | Coppe continentali | Coppe continentali | Coppe continentali | Altre coppe | Altre coppe | Altre coppe | Totale | Totale |
| Stagione             | Squadra              | Comp                 | Pres       | Reti       | Comp            | Pres            | Reti            | Comp               | Pres               | Reti               | Comp        | Pres        | Reti        | Pres   | Reti   |
| -------------------- | -------------------- | -------------------- | ---------- | ---------- | --------------- | --------------- | --------------- | ------------------ | ------------------ | ------------------ | ----------- | ----------- | ----------- | ------ | ------ |
| 2021                 | Corinthians          | A1/SP+A              | 4+16       | 0+3        | CB              | 1               | 0               | CS                 | 3                  | 0                  |             | -           | -           | 24     | 3      |
| 2022                 | Corinthians          | A1/SP+A              | 8+25       | 1+3        | CB              | 10              | 0               | CL                 | 6                  | 1                  |             | -           | -           | 49     | 5      |
| 2023                 | Corinthians          | A1/SP+A              | 11+15      | 3+0        | CB              | 7               | 1               | CL+CS              | 4+4                | 1+0                |             | -           | -           | 41     | 4      |
| Totale Corinthians   | Totale Corinthians   | Totale Corinthians   | 23+56      | 4+6        |                 | 18              | 1               |                    | 17                 | 2                  |             | -           | -           | 114    | 13     |
| 2023-gen. 2024       | Nantes               | L1                   | 8          | 0          | CF              | 0               | 0               |                    | -                  | -                  |             | -           | -           | 8      | 0      |
| 2024                 | Vasco da Gama        | A1/RJ+A              | 8+20       | 1+2        | CB              | 6               | 1               | -                  | -                  | -                  | -           | -           | -           | 34     | 4      |
| 2025                 | Vasco da Gama        | A1/RJ+A              | 0+10       | 0          | CB              | 1               | 0               | CS                 | 5                  | 0                  | -           | -           | -           | 16     | 0      |
| Totale Vasco da Gama | Totale Vasco da Gama | Totale Vasco da Gama | 38         | 3          |                 | 7               | 1               |                    | 5                  | 0                  |             | -           | -           | 50     | 4      |
| Totale carriera      | Totale carriera      | Totale carriera      | 125        | 13         |                 | 25              | 2               |                    | 22                 | 2                  |             | -           | -           | 172    | 17     |